# Laurato de isopropilo
El compuesto químico laurato de isopropilo es un éster de fórmula molecular C15H30O2.
Debido a sus propiedades físico-químicas tiene un amplio abanico de usos, como aromatizante en perfumes, lubricante, agente surfactante o disolvente neotérico

## Síntesis industrial

### Proceso actual
Industrialmente el laurato de isopropilo se obtiene por un proceso de esterificación, entre el ácido láurico y el isopropanol en presencia de un catalizador.
Como catalizador, suele usarse Ácido sulfúrico debido a sus buenas propiedades catalíticas y su asequibilidad. En cambio, al tratarse de un ácido fuerte, es especialmente corrosivo y además impurifica el producto con sulfatos.
Al tratarse de un equilibrio, para favorecer la formación de productos se utiliza uno de los reactivos en exceso, en este caso el isopropanol se utiliza como disolvente.
Ácido Laúrico + Isopropanol ⇌  Laurato de isopropilo + H2O
El diseño de la planta, incluye un sistema de reactores y una columna de destilación para purificar el laurato de isopropilo, ya que estará acompañado de isopropanol y el agua formada.
Por un lado se obtiene el laurato de etilo y por otro una mezcla de agua e isopropanol, de la cual se elimina el agua y se recircula al comienzo de la instalación.
Comercialmente puede encontrarse como "LexolTM"

### Nuevos desarrollos
Se está investigando en nuevas vías tecnológicas para obtener ésteres mediante métodos no convencionales.
Utilizando un catalizador heterogéneo como zeolitas, sulfatos de óxidos metálicos o heteropoliácidos, se podría sustituir al Ácido sulfúrico  que, como se ha comentado anteriormente, tiene propiedades corrosivas con lo que acaba dañando la instalación industrial.
Otras investigaciones encaminadas a la biocatálisis propone el uso de enzimas liasas para llevar a cabo la esterificación. En este caso se debe modificar genéticamente un microorganismo para conseguir un sistema biocatalítico económicamente viable.

## Aplicaciones

### Cosmética
Se utiliza como ingrediente para fragancias, siendo el 8% la concentración máxima permitida, aportando un olor similar al del alcohol.
Al tener propiedades hidratantes, emolientes, emulsionantes y surfactantes también se utiliza en lociones, para productos de cosmética facial, jabones y champúes.

### Lubricante
El laurato de isopropilo se utiliza como lubricante para procesos de laminación y producción de envases alimentarios dada su baja toxicidad para el ser humano. Además, posee un punto de ebullición más bajo que el de lubricantes industriales comunes (300 °C-330 °C), con lo que su eliminación es más sencilla y requiere menores temperaturas.
También se utiliza como lubricante para usos de pérdida, es decir, aplicaciones en las que parte del fluido se vierte al medio ambiente, con lo que se requiere un lubricante biodegradable para no contaminarlo.

### Disolvente
Al tratarse de un éster de cadena larga, puede sustituir a otros ésteres de cadenas medias y cortas que no sean biodegradables.
Posee una buena capacidad de disolución, alto punto de ebullición, buenas características de flujo y brillo, que sustituye a muchos disolventes industriales que son tóxicos y persisten en el medio ambiente.

### Tintas y pinturas
Típicamente se utilizan ésteres debido a su cadena apolar y su parte polar en la elaboración de tintas no acuosas, ya que pueden disolver y dispersar los pigmentos.
Cuando una pintura se seca, los disolventes se dispersan en la atmósfera, contaminando el medio ambiente.
El laurato de isopropilo es idóneo ya que al evaporarse, no permanecerá en el medio ambiente, sino que se degradará sin contaminar.

### Otras aplicaciones
- Agente aglutinante para filtros de cigarrillos
- Agente plastificante en polímeros para envasado de alimentos, juguetes, etc.
- Agente emulsionante

## Riesgos
- Inhalación: Sin riesgo a temperatura ambiente. Los vapores de productos calientes pueden causar irritaión
- Contacto con la piel: No perjudicial
- Contacto con los ojos: Puede causar irritación
- Ingestión: No perjudicial salvo sobredosis

## Compuestos relacionados
Al tratarse de un isopropil éster de cadena larga de origen natural y biodegradable, puede sustituir a otros ésteres de cadena media en aplicaciones de pérdida (como lubricante de herramientas de tala, ya que parte del lubricante se perderá en el medio ambiente) o en aplicaciones relacionadas con productos alimentarios.